# Karangawen (Tambakromo)
Karangawen is een bestuurslaag in het regentschap Pati van de provincie Midden-Java, Indonesië. Karangawen telt 1440 inwoners (volkstelling 2010).